# Henrik Mohn
Henrik Mohn (16. května 1835 Bergen – 12. září 1916 Kristiania) byl norský astronom, oceánograf a meteorolog.

## Životopis
Narodil se v Bergenu, byl synem Alberta Henrika Mohna (1811–1894) a Idy Neumann (1814–1864). Byl bratrem Jakoba Mohna a Emanuela Mohna. Z matčiny strany byl vnukem biskupa Jacoba Neumanna.
Byl dvakrát ženat. V prosinci 1863 se oženil s Louise Nicoline Rieck (1836–1866). Po její smrti se oženil s Julie Birgitte Dyblie (1847–1928) v červenci 1871. Byl prastrýcem Franka a Alberta Henrika Mohna, a jeho neteř Hanna se provdala za doktora a politika Nilse Yngvara Ustvedta.
Středoškolské vzdělání dokončil v roce 1852 na bergenské katedrální škole. Poté se přihlásil na Královskou Fredrikovu univerzitu. Původně studoval teologii, ale přešel ke studiu fyziky poté, co z ní absolvoval několik přednášek. Pokračoval studiem astronomie a mineralogie, z které promoval v roce 1858. Aby si ulehčil studium, sestrojil si vlastní teleskop. V roce 1860 byl najat jako výzkumný pracovník v oboru astronomie poté, co odevzdal velice ceněné pojednání o oběžných drahách komet. V roce 1861, když profesor Christopher Hansteen odešel na odpočinek po dlouholeté akademické dráze, se stal Mohn novým správcem městské astronomické observatoře.
Na této pozici se později začal zajímat o meteorologii. Jeho první článek z oboru, Stormene i Christiania fra 1837 til 1863, byl zveřejněn v roce 1863 v deníku Polyteknisk Tidsskrift, jehož byl editorem v letech 1859 až 1862. V roce 1866 založil norský Meteorologický ústav a stal se jeho prvním ředitelem. Ve stejný čas byl jmenován profesorem Královské Fredrikovy univerzity. Jeho další významnou prací bylo Om Vind og Veir. Práce Meteorologiens Hovedresultater byla zveřejněna v roce 1872 a byla přeložena do sedmi jazyků. Jeho hlavní dílo Études sur les mouvements de l'atmosphère sepsal spolu s matematikem Cato Guldbergem mezi lety 1876 a 1880. V tomto díle využívají poznatků hydrodynamiky a termodynamiky k popisu a vysvětlení meteorologických jevů. Mohn se účastnil norské expedice po severních mořích v letech 1876, 1877 a 1878. Kromě výzkumu se zajímal o malování, kterému se věnoval od svého mládí. Jeho obraz ostrova Jan Mayen se v roce 1957 dostal na norskou poštovní známku. V pozdější době zveřejňoval klimatické ročenky. Poté, co v roce 1913 opustil univerzitu a meteorologický ústav, publikoval v roce 1916 atlas podnebí.

## Ocenění
Mohn byl členem Norské akademie věd od roku 1861 a Norské královské společnosti od roku 1870. V roce 1874 byl zvolen čestným členem Královské meteorologické společnosti v Londýně. Byl členem rady Mezinárodní meteorologické organizace mezi lety 1873 a 1910. Byl vyznamenán Královským norským řádem svatého Olafa v roce 1915 a byl nositelem několika dalších cizích rytířských řádů. Jsou po něm pojmenovány Mohnovy ostrovy v Karském moři, tak je pojmenoval Fridtjof Nansen, který první zveřejnil mapy ruské Arktidy. Dále je po něm pojmenován Mohnův hřbet v Atlantském oceánu a mnoho dalších míst.